# Daknam
Daknam – dzielnica (deelgemeente) miasta Lokeren w Belgii, w Regionie Flamandzkim, w prowincji Flandria Wschodnia, w okręgu Sint-Niklaas. 1 stycznia 2020 roku liczyła 902 mieszkańców. Do 31 grudnia 1976 samodzielna gmina. Leży nad rzeką Durme.

## Demografia
Liczba mieszkańców, stan na 1 stycznia:
| Rok                | 1930 | 1947 | 1961 | 2020 |
| ------------------ | ---- | ---- | ---- | ---- |
| Liczba mieszkańców | 744  | 666  | 702  | 902  |